# Acrotomus angustatus
Acrotomus angustatus är en stekelart som beskrevs av Constantineanu 1971. Acrotomus angustatus ingår i släktet Acrotomus och familjen brokparasitsteklar. Inga underarter finns listade i Catalogue of Life.